# Laura Betti
Laura Betti geboren als Laura Trombetti (Casalecchio di Reno, 1 mei 1927 – Rome, 31 juli 2004) was een Italiaans actrice. Voor haar doorbraak als actrice was ze jazzzangeres.
Zij was sterk bevriend met regisseur Pier Paolo Pasolini. Onder zijn regie bloeide haar carrière op. Na zijn dood in 1975 heeft zij zich sterk ingezet om zijn erfgoed voor het nageslacht te bewaren en heeft ze een documentaire over zijn leven en werk gemaakt.

## Filmografie
- Labbra rosse (Giuseppe Bennati) (1960)
- Era notte a Roma (Roberto Rossellini) (1960)
- La dolce vita (Federico Fellini) (1960)
- Ro.Go.Pa.G. (anthologiefilm, episode La ricotta van Pier Paolo Pasolini) (1963)
- Edipo re (Pier Paolo Pasolini) (1967)
- Le streghe (anthologiefilm, episode La Terra vista dalla Luna van Pier Paolo Pasolini) (1967)
- Teorema (Pier Paolo Pasolini) (1968)
- Capriccio all'italiana (anthologiefilm, episode Che cosa sono le nuvole? van Pier Paolo Pasolini) (1968)
- Paulina s'en va (André Téchiné) (1969)
- A Man Called Sledge (Vic Morrow) (1970)
- Fermate il mondo... voglio scendere (1970)
- Il rosso segno della follia (Mario Bava) (1970)
- Nel nome del padre (Marco Bellocchio) (1971)
- Reazione a catena (Mario Bava) (1971)
- Andare e venire (televisiefilm) (1972)
- Sbatti il mostro in prima pagina (Marco Bellocchio) (1972)
- Ultimo tango a Parigi (Bernardo Bertolucci) (1972)
- La banda J.S.: Cronaca criminale del Far West (Sergio Corbucci) (1972)
- I racconti di Canterbury (Pier Paolo Pasolini) (1972)
- Ritorno (televisiefilm) (1973)
- Sepolta viva (1973)
- La femme aux bottes rouges (Juan Luis Buñuel) (1974)
- Fatti di gente perbene (Mauro Bolognini) (1974)
- Allonsanfàn (Paolo Taviani en Vittorio Taviani) (1974)
- La cugina (Aldo Lado) (1974)
- L'eroe (televisiefilm) (1974)
- L'ultimo giorno di scuola prima delle vacanze di Natale (1975)
- Novecento (Bernardo Bertolucci) (1976)
- Vizi privati, pubbliche virtù Miklós Jancsó (1976)
- La nuit, tous les chats sont gris (Gérard Zingg) (1977)
- Il gabbiano (Marco Bellocchio) (televisiefilm) (1977)
- Le Gang (Jacques Deray) (1977)
- Un papillon sur l'épaule (Jacques Deray) (1978)
- Effetti speciali (1978)
- La luna (Bernardo Bertolucci) (1979)
- Einzelzimmer (1979)
- Viaggio con Anita (Mario Monicelli) (1979)
- Il piccolo Archimede (Gianni Amelio) (1979)
- Un matrimonio in provincia (1980)
- Le ali della colomba (1981)
- Venise en hiver (televisiefilm) (1982)
- La Nuit de Varennes (Ettore Scola) (1982)
- Loin de Manhattan (1982)
- Ars amandi (1983)
- Strada Pia (1983)
- La fuite en avant (1983)
- Klassenverhältnisse (1984)
- Retenez-moi... ou je fais un malheur! (1984)
- Mamma Ebe (Carlo Lizzani) (1985)
- Tutta colpa del paradiso (1985)
- Corps et biens (Benoît Jacquot) (1986)
- Jenatsch (1987)
- Caramelle da uno sconosciuto (1987)
- I cammelli (1988)
- Noyade interdite (Pierre Granier-Deferre) (1988)
- Jane B. par Agnès V. (Agnès Varda) (1988)
- Le rose blu (1989)
- Segno di fuoco (1990)
- Dames galantes (Jean-Charles Tacchella) (1990)
- Le champignon des Carpathes (1990)
- Courage Mountain (1990)
- Caldo soffocante (1991)
- La ribelle (1993)
- Il grande cocomero (1993)
- Mario, Maria e Mario (Ettore Scola) (1993)
- Con gli occhi chiusi (1994)
- Un eroe borghese (Michele Placido) (1995)
- I Magi randagi (1996)
- Un air si pur... (Yves Angelo) (1997)
- Marianna Ucrìa (1997)
- The Protagonists (1999)
- E insieme vivremo tutte le stagioni (1999)
- L'amore era una cosa meravigliosa (1999)
- À ma soeur! (2001)
- Il diario di Matilde Manzoni (2002)
- Il quaderno della spesa (Tonino Cervi) (2003)
- La felicità non costa niente (2003)
- Gli astronomi (2003)
- Fratella e sorello (2004)
- Raul - Diritto di uccidere (2005)

## Televisieseries
- Tutto da rifare pover'uomo (1960)
- The Word (1978)
- La certosa di Parma (1982)
- Viaggio a Goldonia (1982)